# Volo Gulf Air 072
Il volo Gulf Air 072 (GF072/GFA072) era un volo passeggeri di linea internazionale da Il Cairo, in Egitto, a Manama, in Bahrain. Il 23 agosto 2000, alle 19:30 Arabia Standard Time, un Airbus A320-212 operante su tale rotta precipitò in mare pochi minuti dopo aver eseguito una riattaccata in seguito al tentativo fallito di atterrare sulla pista 12 dell'aeroporto Internazionale del Bahrein. L'equipaggio soffrì di disorientamento spaziale durante la manovra e l'aereo si schiantò nelle acque poco profonde del Golfo Persico a cinque chilometri dall'aeroporto. Tutte le 143 persone a bordo dell'Airbus persero la vita.
Lo schianto del volo 072 rimane il peggior disastro aereo nel territorio del Bahrein. Fu anche l'incidente con più vittime di un Airbus A320 all'epoca, superato poi dal volo TAM 3054, schiantatosi in fase di atterraggio il 17 luglio 2007 a San Paolo, in Brasile, provocando un totale di 199 vittime.
La relazione finale fu pubblicata il 15 agosto 2002. Gli investigatori conclusero che i fattori che contribuirono all'incidente furono la non aderenza a una serie di procedure operative standard (SOP) e la perdita di consapevolezza spaziale e situazionale da parte dell'equipaggio durante l'avvicinamento e le fasi finali del volo. Altri fattori che contribuirono al verificarsi del disastro furono la carenza nell'addestramento riguardante la gestione delle risorse dell'equipaggio (CRM) da parte di Gulf Air e la mancanza di controlli di sicurezza da parte della direzione generale dell'Aviazione civile e della meteorologia dell'Oman.

## L'aereo
Il velivolo coinvolto era un Airbus A320-212, marche A4O-EK, numero di linea 481. Volò per la prima volta il 16 maggio 1994 e venne consegnato a Gulf Air nel settembre dello stesso anno. Era spinto da 2 motori turboventola CFM56-5A3. Al momento dell'incidente, l'aereo aveva poco più di sei anni e aveva accumulato 17 370 ore di volo in 13 990 cicli di decollo-atterraggio.

## Passeggeri ed equipaggio
L'aeromobile trasportava 135 passeggeri, due piloti e sei membri dell'equipaggio di cabina provenienti da 17 paesi, principalmente Egitto e Bahrain. Un egiziano, che avrebbe dovuto imbarcarsi sul volo, fu respinto dagli ufficiali dell'immigrazione al Cairo, i quali scoprirono che il suo passaporto non aveva il permesso del ministero dell'interno egiziano necessario per lavorare all'estero.
Tra i 135 passeggeri c'erano 61 uomini, 37 donne e 37 bambini (inclusi otto neonati). Vennero trovati anche altri resti, identificati come provenienti da un feto partorito durante l'impatto, ma non vennero considerati come parte di una vittima nel rapporto finale.
Nella cabina di pilotaggio vi erano:
- Il comandante e pilota in comando del Bahrein era il 37enne Ihsan Shakeeb.[13][14] Iniziò a lavorare per Gulf Air come pilota cadetto nel 1997 e, dopo l'addestramento, venne promosso a primo ufficiale su Lockheed L-1011 nel 1994, primo ufficiale su Boeing 767 nel 1994, primo ufficiale su Airbus A320 nel 1998 e comandante su Airbus A320 nel 2000. Shakeeb aveva 4 416 ore di esperienza di volo (incluse 1 083 sull'Airbus A320), di cui 86 come comandante.
- Il primo ufficiale dell'Oman era il 25enne Khalaf Al Alawi. Si unì a Gulf Air come pilota cadetto nel 1999 e venne promosso a primo ufficiale su Airbus A320 nel 2000. Al Alawi aveva 608 ore di esperienza di volo, 408 delle quali su Airbus A320.

## L'incidente
Secondo i registri e le dichiarazioni dei testimoni della Gulf Air, l'equipaggio arrivò al gate aeroportuale circa 25 minuti prima dell'orario di partenza previsto (le 16:00 CAT) e il volo decollò alle 16:52. Secondo il CVR, il comandante pilotava l'aereo (PF) e il primo ufficiale monitorava gli strumenti (PNF).
Alle 19:21, mentre il volo stava scendendo verso i 14 000 piedi (4 300 m) e si trovava a circa 30 miglia nautiche (56 km) a nord-ovest dell'aeroporto del Bahrain, il controllore di avvicinamento di Dammam disse:
Alle 19:23, mentre l'equipaggio iniziava a eseguire la checklist di avvicinamento, il controllore di avvicinamento del Bahrein li incaricò di scendere a 1 500 piedi (460 m) e di riportare quando avessero agganciato il VOR/DME della pista 12. La VREF, la velocità di atterraggio, fu calcolata essere di 136 nodi (252 km/h).
Alle 19:25, a circa 7,7 miglia nautiche (14,3 km) dalla pista 12, a 1 715 piedi (523 m) di altitudine e a una velocità di 272 nodi (504 km/h), il comandante ordinò al primo ufficiale di comunicare che erano stabilizzati. Qualche secondo dopo, il controllore dell'aeroporto del Bahrein autorizzò il volo 072 a effettuare un avvicinamento VOR/DME.
Alle 19:26, lo stesso controllore autorizzò il volo ad atterrare e riferì che i venti provenivano da 90° a una velocità di 8 nodi (15 km/h). Il carrello di atterraggio e i flap vennero estesi. Il comandante riportò di avere l'aeroporto in vista ma, ad un'altitudine di 976 piedi (297 m), il velivolo non era stabilizzato. Disse anche: "...non penso che ce la faremo". L'equipaggio richiese quindi di poter eseguire un'orbita (una virata di 360°), e il controllore del traffico aereo autorizzò la manovra, che venne iniziata a 0,5 miglia nautiche (0,93 km) dalla pista, a 584 piedi (178 m) di altitudine e a una velocità di 177 nodi (328 km/h). Durante l'orbita verso sinistra, l'altitudine dell'aereo registrata dal FDR variò tra i 965 piedi (294 m) e i 332 piedi (101 m) e l'angolo di virata raggiunse i 36°.
Alle 19:28, finita la manovra, il comandante disse "...siamo andati oltre [la pista]" e ordinò al primo ufficiale di riferire alla torre di controllo che stavano eseguendo una riattaccata. Il controllore istruì l'equipaggio di salire a 3 000 piedi (910 m) e di virare verso una prua di 300°, dando inoltre indicazioni per un nuovo avvicinamento alla stessa pista. Il carrello venne retratto e i flap ritirati di una tacca, da "FULL" a "3".
Alle 19:29, con l'aereo a 1 054 piedi (321 m) di altitudine e ad una velocità di 191 nodi (354 km/h), il CVR registrò il master warning (l'allarme principale) risuonare per 14 secondi (coerente con una combinazione di velocità eccessiva con flap estesi), seguito dell'affermazione del primo ufficiale "velocità, velocità eccessiva...". Circa due secondi dopo l'attivazione dell'allarme, la scatola nera registrò un movimento in avanti della barra di comando dal lato del comandante. Per circa 11 secondi, lo stick laterale venne tenuto in avanti di 13,3° rispetto alla posizione neutra (al massimo si può spostare di 16°). In quei momenti, il beccheggio dell'aereo passò da 5 gradi verso l'alto a circa 15,5 gradi verso il basso, l'accelerazione verticale diminuì da +1,0 G a +0,5 G e la velocità aumentò da 193 nodi (357 km/h) a 234 nodi (433 km/h).

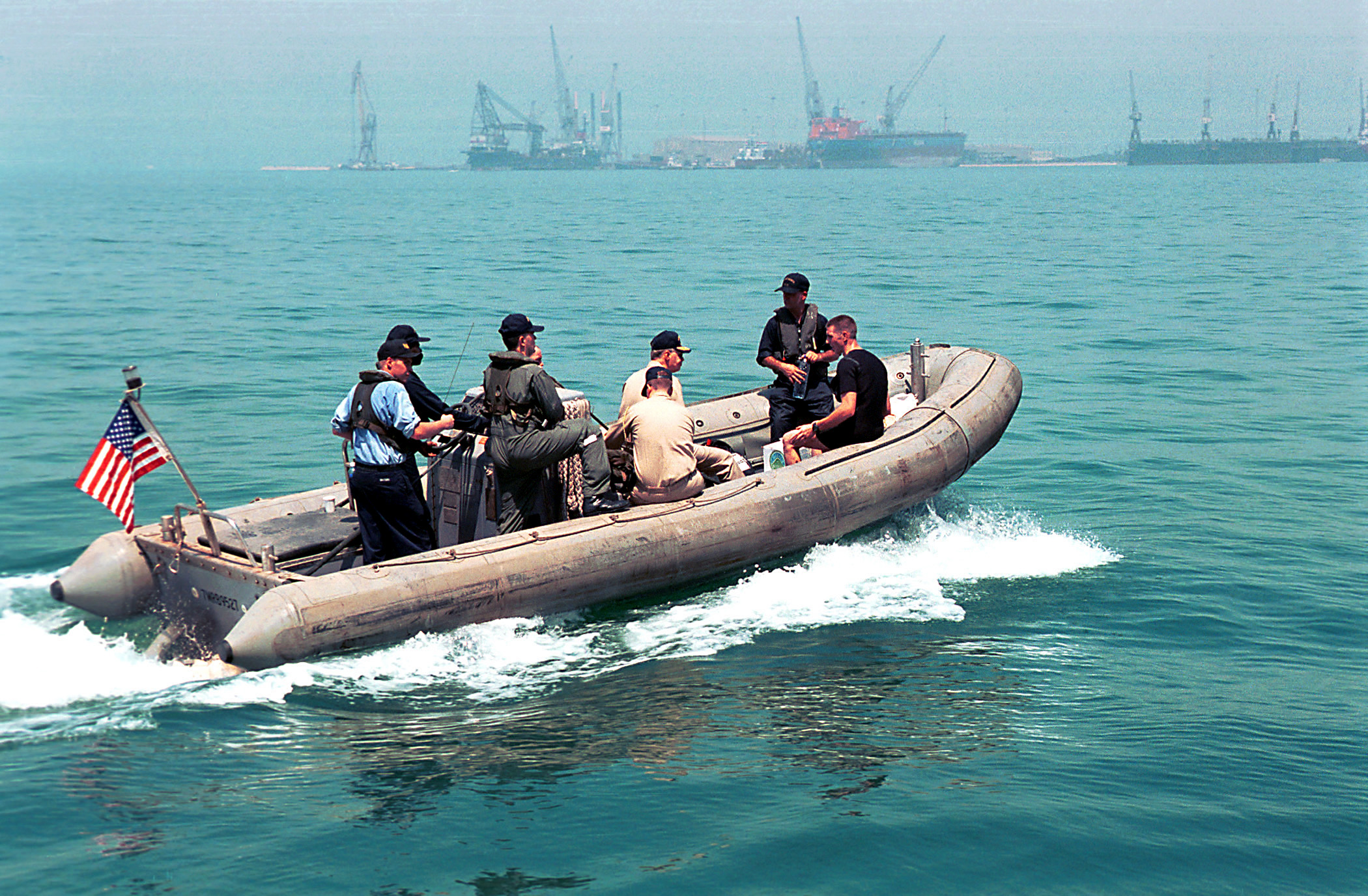
Marinai della US Navy impegnati nelle operazioni di ricerca

Alle 19:30, mentre l'A320 scendeva oltre i 1 004 piedi (306 m) a una velocità di 221 nodi (409 km/h), il CVR registrò un singolo avvertimento sonoro di "SINK RATE" (rateo di discesa troppo elevato) proveniente dal Ground Proximity Warning System (GPWS), seguito dal ripetuto segnale acustico "WHOOP WHOOP, PULL UP" (sollevare), che continuò fino alla fine delle registrazioni. Qualche secondo dopo, il comandante disse "retrarre completamente i flap" e il primo ufficiale rispose "zero". Questa fu l'ultima conversazione registrata dal CVR, che si interruppe alle 19:30:02, quando l'aereo impattò contro la superficie del mare nel golfo Persico. Le ultime informazioni di assetto registrate dal FDR furono di un beccheggio di 6 gradi verso il basso e una velocità di 282 nodi (522 km/h). I dati registrati indicarono che le manette di spinta dei motori rimasero in posizione TOGA (potenza al massimo) dal momento della riattaccata fino alla fine delle registrazioni. Lo schianto non lasciò scampo a nessuna delle 143 persone a bordo.

## Le indagini

### Procedure operative standard
Le indagini, portate avanti dal Bahrain Civil Aviation Affairs (CAA), dal National Transportation Safety Board (NTSB),dal Bureau d'Enquêtes et d'Analyses pour la sécurité de l'aviation civile (BEA) e dal Directorate General of Civil Aviation & Meteorology (DGCAM) evidenziarono una serie di errori dei piloti durante le varie fasi di volo. In particolare, l'equipaggio non aderì a varie procedure operative standard (SOP):
- durante la discesa e il primo avvicinamento, la velocità dell'aereo rimase significativamente più alta rispetto ai normali standard;
- durante il primo avvicinamento, la configurazione di atterraggio standard non fu raggiunta, poiché l'aereo non era stabilizzato all'altitudine di 500 piedi (150 m);
- quando il comandante si accorse che "non ce l'avrebbero fatta" durante il primo avvicinamento, non avviò le procedure operative standard di mancato avvicinamento e riattaccata;
- decise invece di eseguire un'orbita di 360 gradi, una manovra non standard vicino alla pista e a bassa quota, con notevoli variazioni di altitudine, inclinazione e forze "g";
- un beccheggio di 15 gradi verso l'alto non venne eseguito durante la riattaccata iniziata dopo l'orbita;
- né il comandante né il primo ufficiale risposero agli avvertimenti del GPWS;
- durante l'avvicinamento e nelle fasi finali, ci furono diverse deviazioni dai parametri di volo standard;
- durante l'avvicinamento e nelle fasi finali, nonostante una serie di deviazioni dai parametri di volo standard, il primo ufficiale (PNF) non richiamò o attirò l'attenzione del comandante su di loro, come richiesto delle procedure operative standard.

### Le cause
Le indagini dimostrarono che nessun fattore, da solo, avrebbe potuto causare il disastro. L'incidente fu il risultato di una combinazione fatale di molti fattori che contribuirono, sia a livello individuale che sistemico.
I fattori individuali furono:
- il comandante non aderì a un certo numero di SOP, come ad esempio: velocità significativamente più elevate degli standard durante la discesa e il primo avvicinamento; un avvicinamento non stabilizzato; l'esecuzione di un'orbita, una manovra non standard, vicino alla pista e a bassa quota; la non esecuzione di una corretta procedura di riattaccata;
- nonostante una serie di deviazioni dai parametri e dal profilo di volo standard, il primo ufficiale (PNF) non richiamò né attirò l'attenzione del capitano, come richiesto dalle SOP;
- uno studio percettivo indicò che, durante la riattaccata dopo l'orbita, l'equipaggio sperimentò un disorientamento spaziale. Questo fece percepire (falsamente) al comandante di aver iniziato un beccheggio verso l'alto. Rispose quindi con un input di "picchiata" e, di conseguenza, l'aereo scese e impattò nel mare poco profondo [del golfo Persico];
- né il comandante né il primo ufficiale percepirono l'avvicinarsi del terreno (del mare), nonostante i ripetuti avvisi del GPWS.

I fattori sistemici furono:
- un addestramento insufficiente riguardante la gestione delle risorse dell'equipaggio (CRM), che si mostrò nella mancanza di coordinazione nella cabina di pilotaggio;
- l'inadeguatezza nei programmi di addestramento per piloti di Airbus A320 di Gulf Air, in particolare riguardo alle SOP (procedure operative standard), al CFIT (volo controllato contro il suolo) e al GPWS (Ground Proximity Warning System);
- il sistema di analisi dei dati di volo della compagnia aerea non funzionava in modo soddisfacente, e il dipartimento di sicurezza di volo aveva un certo numero di carenze;
- casi di non conformità e risposte inadeguate o lente nell'adottare azioni correttive per correggerle, da parte della compagnia aerea in alcune aree normative critiche, sono stati identificati durante i tre anni precedenti l'incidente.

### Il disorientamento spaziale
Durante il go around, l'aereo stava accelerando rapidamente e il comandante stava affrontando una situazione di velocità eccessiva con i flap estesi. In risposta, spostò la barra di comando laterale in avanti per 11 secondi, facendo inclinare l'Airbus verso il basso di 15 gradi.
Uno studio percettivo condotto utilizzando le registrazioni del registratore dei dati di volo appurò che, mentre il velivolo stava accelerando a massima potenza (TOGA) nella totale oscurità, un'illusione somatogravica fece percepire (falsamente) al comandante che il jet fosse inclinato verso l'alto e che stesse quindi salendo. Questi, in risposta, applicò input di picchiata, facendo precipitare l'aereo.